# ایستر آپارسیده دوس سانتوس
ایستر آپارسیده دوس سانتوس (پرتغالی: Ester Aparecida dos Santos؛ زادهٔ ۹ دسامبر ۱۹۸۲) بازیکن فوتبال زن اهل برزیل است.
از باشگاه‌هایی که در آن بازی کرده‌است می‌توان به باشگاه فوتبال زنان سانتوس، باشگاه فوتبال سانتوس، و باشگاه فوتبال زنان چلسی اشاره کرد.
وی همچنین در تیم ملی فوتبال زنان برزیل بازی کرده‌است.